# Demenza frontotemporale e parkinsonismo associata al cromosoma 17
La demenza frontotemporale e parkinsonismo associata al cromosoma 17 o FTDP-17 (dall'inglese frontotemporal dementia and parkinsonism linked to chromosome 17) è una malattia neurodegenerativa a trasmissione autosomico dominante con penetranza completa che si manifesta con demenza progressiva che insorge tra la terza-quarta decade di vita e che si associa a manifestazioni acinetico-ipertoniche Parkinson-simili.

## Eziologia e patogenesi
Come suggerito dal nome, la FTDP-17 è dovuta ad una mutazione del gene che codifica per la proteina Tau, presente nel cromosoma 17. Tale mutazione, localizzata più frequentemente nella porzione codificante per il sito di legame tra la proteina tau e la tubulina, porta ad anomalie del citoscheletro neuronale per impedimento della formazione dei microtubuli. In una percentuale minore di casi, la mutazione è localizzata in una regione non codificante che regola la trascrizione dell'esone 10 della proteina tau; in questo caso, la mutazione esita verso la produzione di una proteina più lunga, tendente all'accumulo neuronale e conseguente citotossicità per alterato smaltimento.

## Profilo clinico
Benché venga definita demenza frontotemporale (FTD), la FTDP-17 differisce da questo eterogeneo gruppo di malattie per la precocità delle manifestazioni (terza-quarta decade di vita) e per la presenza di precipue alterazioni della condotta sociale spesso assenti FTD e che precedono di anni i disturbi cognitivi e motori. Successivamente compaiono deficit del linguaggio con afasia fluente e disturbi del sistema extrapiramidale (quadro Parkinson-simile) caratterizzati da fenomeni distonici e/o mioclonie. Tipica nella fase conclamata è l'insorgenza di una sindrome pseudobulbare, con disfagia e alterazioni della motilità oculare.

## Profilo diagnostico
Essendo una malattia genetica, la diagnosi viene posta attraverso il counselling genetico, ovvero la ricerca di malattia nell'albero genealogico. L'ipotesi diagnostica viene corroborata dalla ricerca del difetto genetico nel cromosoma 17 dal tipico quadro istopatologico neuronale nel quale si possono dimostrare con metodiche di immunoistochimica depositi multiformi di proteina tau. L'atrofia cerebrale è più marcata a livello mesencefalico, pontino e dei lobi frontale, temporale e parietale.